# Witnesham
Witnesham is een plaats en civil parish in het Engelse graafschap Suffolk.

## Geboren
- William Kirby (1759-1850), entomoloog